# Giovanni Grion
Giovanni Grion (ur. 20 sierpnia 1890 w Puli, obecnie Chorwacja, zm. 16 czerwca 1916 w Asiago) – włoski wojskowy i nacjonalista.

## Życiorys
Urodził się w Puli. Jako nieletni według ówczesnych standardów został już skazany na karę więzienia za swoje nacjonalistyczne działania. Był przywódcą miejscowych irredentystów. Został wcielony do armii austro-węgierskiej, z której zdezerterował na początku I wojny światowej. Zmuszony do wygnania w Mediolanie, wraz z przystąpieniem Włoch do wojny po wypowiedzeniu wojny Austro-Węgrom w 1915 roku zgłosił się na ochotnika do armii Królestwa Włoch i walczył na górze na górze Mrzli vrh niedaleko Volarje w górnej dolinie rzeki Socza. Po ukończeniu kursu oficerskiego podchorążego w 1915 roku został awansowany do stopnia podporucznika (wł. sottotenente) i przydzielony do 5. Pułku Bersaglieri. Zginął w bitwie pod Asiago (prowincja Trentino).
Po wojnie został uznany za bohatera narodowego wśród istryjskich włoskich nacjonalistów i byłych irredentystów. Jego imieniem nazwano stowarzyszenia, związki i kluby sportowe w okresie międzywojennym. Najbardziej znany był klub piłkarski Grion Pola, który rywalizował we włoskiej lidze piłkarskiej.